# Мартейн Зюйдвеґ
Мартейн Зюйдвеґ (нід. Martijn Zuijdweg, 16 листопада 1976) — нідерландський плавець.
Призер Олімпійських Ігор 2000 року.
Чемпіон світу з водних видів спорту 1999 року.
Призер Чемпіонату Європи з водних видів спорту 1997, 2000 років.